# Anita Roddick
Anita Lucia Roddick (født Anita Lucia Perella, 23. oktober 1942, død 10. september 2007) var en engelsk forretningskvinde, der især blev kendt for forretningskæden The Body Shop, et britisk kosmetikfirma, der satte gang i etisk funderet forbrug ved blandt andet at undgå at teste produkter på dyr, beskytte jordkloden og forsvare menneskerettighederne i virksomhedens drift.

## Opvækst og karriere
Anita Roddick var datter af italienske immigranter i Littlehampton i Sussex, hvor moderen var aktiv med genbrug. Som ung rejste Anita Roddick en hel del, og hun var fascineret af de forskellige kulturer, hun mødte. 
I 1976 grundlagde hun The Body Shop med en butik med et sortiment på 15 produkter, i første omgang for at have noget at give sig til, mens manden var i USA. Ideen var at indarbejde de tanker, hun havde gjort sig på sine rejser. Der viste sig at være grobund for tankerne, og allerede et halvt år senere åbnede den næste butik. Femten år senere var det blevet en verdensomspændende virksomhed med 700 afdelinger og et sortiment på 300 produkter.
I 2004 var næsten to tusinde afdelinger, og firmaet blev udpeget som det næstmest troværdige i Storbritannien samt nr. 28 i hele verden.
I 2007 solgte Roddick The Body Shop for næsten 7 milliarder kroner til den franske kosmetikgigant L'Oréal. Hendes 30-årige forretningsliv havde da givet hende adskillige priser kulminerende med Order of the British Empire i 2003.

## Privatliv
Anita Roddick havde mødt Gordon Roddick í slutningen af 1960'erne og parret blev gift i 1970. De fik to døtre, og familien rejste en del, blandt andet på grund af Gordons arbejde for FN.
Anita Roddick var kendt for sit velgørenhedsarbejde, og hun stiftede blandt andet en organisation, der arbejdede for forsømte børn, inspireret af oplevelser på rumænske børnehjem. I 2005 bekendtgjorde Roddick, at hun ville trække sig tilbage fra forretningsverdenen og skænke sin formue (anslået til mere end 500 millioner kr.) til velgørende formål.
I begyndelsen af 2007 fik hun konstateret hepatitis C, og hun var meget åben om sin sygdom. Gordon Roddick døde i løbet af året, og selv døde hun af en akut hjerneblødning i september.